# Dead Infection
A Dead Infection lengyel goregrind együttes volt. 1990-ben alakultak Białystokban. 2020-ban feloszlottak, mivel dobosuk, Cyjan elhunyt.

## Tagjai
- Cyjan – dob (1990–2020, 2020-ban elhunyt)
- Pierscien – gitár, ének (2005–2020)

## Korábbi tagok
- Domin – gitár, ének
- Kelner – basszusgitár, gitár, ének (1990–1991, 1992–1994)
- Maly – gitár (1990–1999)
- Tocha – gitár (1991–2006)
- Golab – basszusgitár, ének (1991–1992)
- Jaro – ének (1994–2006)
- Huzar – gitár (2003)
- Hal – basszusgitár, ének (2006–2011)
- Lis – basszusgitár (2011–2012)
- Yaro – basszusgitár (2014–2015)
- Vertherry – basszusgitár (2016–2018)

## Diszkográfia
- Surgical Disembowelment – album, 1993
- A Chapter of Accidents – album, 1995
- Brain Corrosion – album, 2004